# Bianca Kronlöf
Bianca Kronlöf, née le 30 mars 1985 à Nynäshamn en Suède, est une comédienne et scénariste finno-suédoise.

## Filmographie

### Comme actrice
- 2011 : Maybe Tomorrow : Bella
- 2014 : Svenskjävel : Dino
- 2014 : Verden venter
- 2014 : Gomorron (série télévisée) : elle-même (1 épisode)
- 2016 : Siv sover vilse : Lillfinger / Pinkie
- 2015-2016 : Efter Tio (série télévisée) : elle-même (2 épisodes)
- 2015-2016 : The Parliament (série télévisée) : elle-même - Blue Team (3 épisodes)
- 2016 : Robins (sv) (talk-show) : elle-même (1 épisode)
- 2014-2017 : Full patte (sv) (série télévisée) : Bianca / Snubben (24 épisodes)
- 2017 : Monky : Shirin
- 2017 : Jakten på tidskristallen (série télévisée) : Iza (3 épisodes)
- 2017 : Bäst i test (série télévisée) : elle-même (4 épisodes)
- 2018 : Unge lovende (série télévisée) : Katinka (5 épisodes)
- 2020 : Enfer blanc  (série télévisée) : Liv Hermannson

### Comme scénariste
- 2014-2017 : Full patte (sv) (série télévisée) (24 épisodes)